# Entedon hylotomarum
Entedon hylotomarum är en stekelart som först beskrevs av Julius Theodor Christian Ratzeburg 1844.  Entedon hylotomarum ingår i släktet Entedon och familjen finglanssteklar. Inga underarter finns listade i Catalogue of Life.